# Kapucínský klášter v Mělníku
Kapucínský klášter s kostelem Čtrnácti svatých pomocníků v Mělníku je památkově chráněný areál tvořený kostelem, budovami bývalého kláštera a schodištěm s pozemky areálu. Domy stojí na východní straně Náměstí Míru čp. 54/20.

## Historie
Kapucínský misionář Jan Antonín z Luccy působil na Mělnicku od roku 1710, další kapucíni působili jako pomocníci v duchovní správě.
Trvalé působení kapucínů v městě umožnila bohatá vdova Teresie Čebišová z Falkenberka darováním svého domu nedaleko radnice. Další dary měšťanů i rodiny knížete Lobkovice umožnily kapucínům koupit kromě domu získaného od Teresie Čebišové ještě sousední dům pro stavbu kostela. Darem obdrželi také část zahrady. Dne 10. září 1750 byli slavnostně kapucíni do města uvedeni. Na jejich kázání přicházelo mnoho místních lidí, došlo ke sporům s místním děkanem. Teprve po vyřešení a ukončení sporu mohli dokončit stavbu malého kláštera, do kterého byl umístěn hospic, a zahájit stavbu kostela.

## Popis
Přestavba měšťanského tzv. čebišovského domu nebyla příliš rozsáhlá a byla dokončena již roku 1752 a v tomto roce v něm zřízen hospic. Osazenstvo kapucínského hospice bylo z různých částí Českého království.
Z počátku se v hospici nevařilo, protože bylo ctí mělnických měšťanů pozvat vzácné hosty do vlastního domu nebo jim jídlo a víno poslat. Rozlehlé sklepy pod domem měly dostatečné skladovací prostory pro proslulé hody. Problémem bylo zásobování vodou, kapucíni využívali studnu na náměstí a také zachycovali dešťovou vodu do systému žlabů. Od roku 1777 byl dům připojen na městský vodovodní systém.
Kapucíni se podíleli také na laické duchovní správě, proto nebyl hospic za josefínských reforem zrušen.

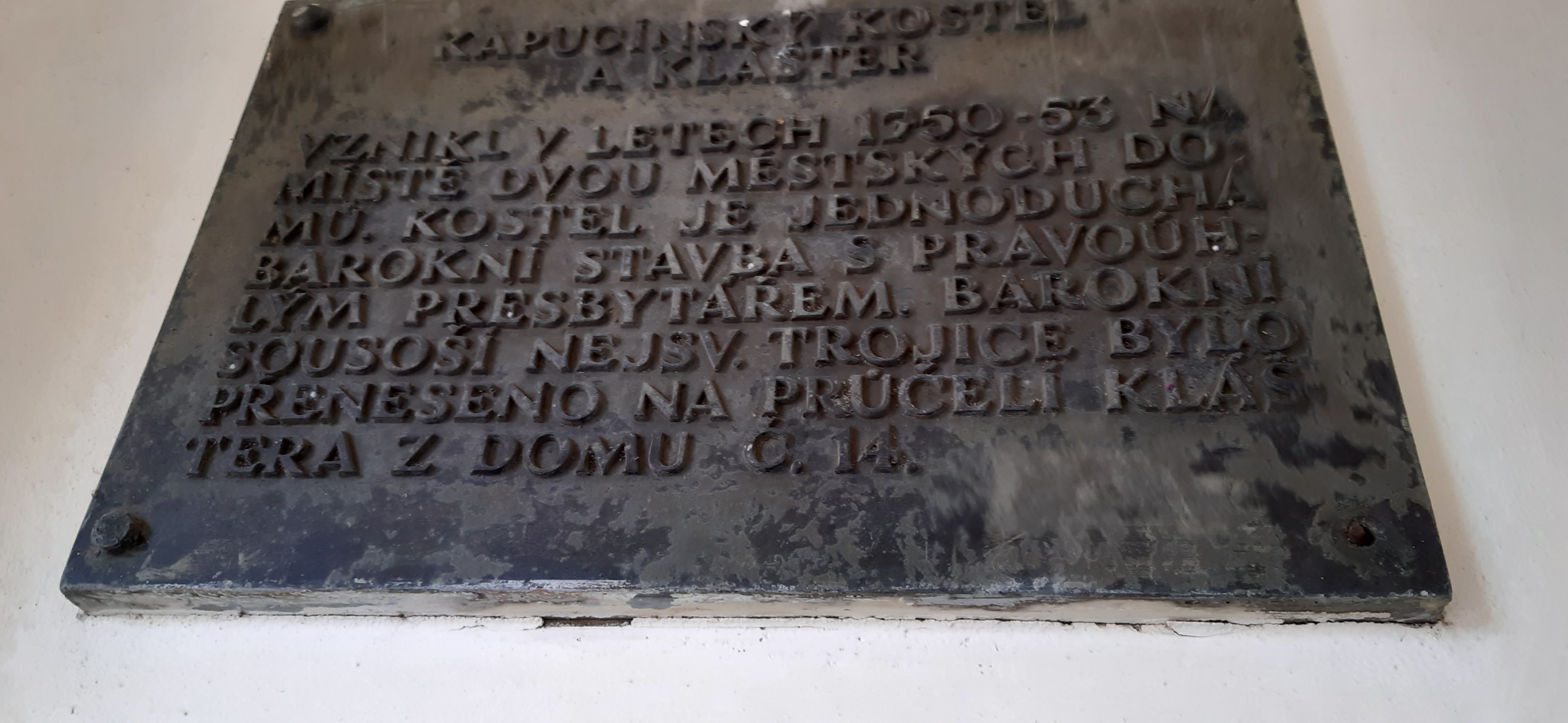
Deska na budově

Po roce 1990 byl objekt zrekonstruován pro potřeby muzea. Rekonstrukce skončila v roce 1999. Dnes v budově bývalého hospice (včetně rozsáhlých sklepů) sídlí Regionální muzeum Mělník.

## Architektura památkového objektu
Kapucíni přišli do Mělníka až v pozdní době příchodu kapucínů do Čech, proto jejich stavby v městě zaujímají zvláštní místo: nevznikly stavby nové, ale byly využity domy ve stávající městské zástavbě. Budova bývalého kapucínské hospice i po přestavbách si zachovala středověký půdorys navazující na městské hradby. Domy byly pro hospic stavebně změněny minimálně, zachovány zůstaly i původní klenby.
Pozdní vybudování kláštera ve stávající městské zástavbě je neobvyklé, objekt hospice musil být vklíněn do již stávající městské zástavby. To zásadně deformovalo běžnou podobu kapucínských staveb, v Mělníku není zřejmá typická sestava a podoba kostela a kláštera.
Dům je mimořádně hodnotná památka v městském prostředí a příklad přestavby měšťanského domu se zachovalým středověkým jádrem na barokní hospic. Budova sestává ze dvou objektů propojených dvorem v těsném sousedství kostela. Přední patrová budova stojí v linii náměstí a má podloubí. Dům má sedlovou střechu krytou bobrovkami, zadní dům sahá k bývalým hradbám. V budovách zůstaly zachovány klenuté stropy a rozlehlý sklep.
Na fasádě domu bývalého hospice jsou umístěné kamenné sochy zpodobňující Nejsvětější Trojici: Krista Trpitele, Boha Otce a Svatého Ducha ze třetí čtvrtiny 18. století.